# Rosema epigena
Rosema epigena är en fjärilsart som beskrevs av Jan Sepp 1848. Rosema epigena ingår i släktet Rosema och familjen tandspinnare. Inga underarter finns listade.

## Bildgalleri

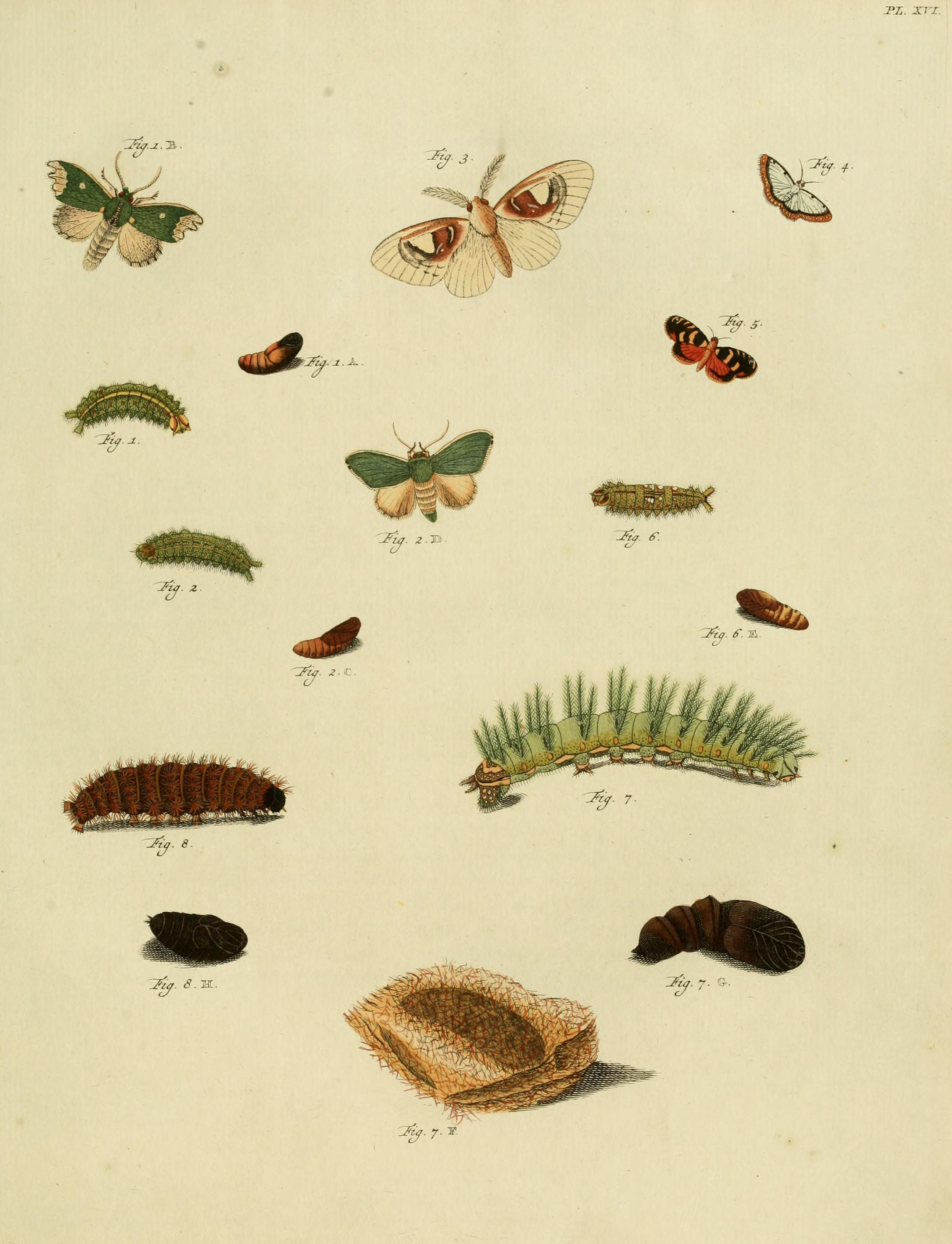